# Eupelmus brachynterae
Eupelmus brachynterae is een vliesvleugelig insect uit de familie Eupelmidae. De wetenschappelijke naam is voor het eerst geldig gepubliceerd in 1835 door Schwägrichen.